# Френк Сімонетті
Френк Сімонетті (англ. Frank Simonetti, нар. 1 вересня 1962, Стоунгем, Массачусетс) — американський хокеїст, що грав на позиції захисника.

## Ігрова кар'єра
Професійну хокейну кар'єру розпочав 1984 року.
Усю професійну клубну ігрову кар'єру, що тривала 5 років, провів, захищаючи кольори команди «Бостон Брюїнс».
Усього провів 115 матчів у НХЛ, включаючи 12 матчів плей-оф Кубка Стенлі.